# Friedrich Wilhelm Barthold
Friedrich Wilhelm Barthold, né le 4 septembre 1799 à Berlin et mort le 12 janvier 1858 à Greifswald, est un historien prussien, spécialisé dans le Moyen Âge.

## Biographie
Barthold étudie au lycée de Friedrichswerder à Berlin et commence ensuite ses études à l'université Frédéric-Guillaume de Berlin. Il se tourne d'abord vers la théologie, mais sous l'influence de Friedrich Wilken (de), il se tourne rapidement vers l'histoire. Barthold poursuit bientôt ses études à l'université de Breslau, où il a pour professeurs les historiens Friedrich von Raumer et Ludwig Wachler (de). Déjà pendant son séjour à Berlin, Barthold est membre des corps Neo-Marchia (1817) et Marchia (de) (1819).
En 1826, Barthold termine ses études et publie, en tant que précepteur à Striesa près de Breslau, son premier ouvrage historique sur le général Jean de Werth, mort en 1652. La même année, il est engagé à Königsberg comme professeur principal au Collège Fridericianum.

## Publications
- 1826 : Johann v. Werth im nächsten Zusammenhange mit seiner Zeit
- 1830-1831 : Der Römerzug König Heinrichs von Lützelburg
- 1833 : Georg von Frundsberg und das deutsche Kriegshandwerk zur Zeit der Reformation
- 1839-1845 : Geschichte von Pommern und Rügen
  - 1839, vol. 1 : Von den ältesten Zeiten bis auf den Untergang des Heidenthums
  - 1840, vol. 2 : Von der Bekehrung Pommerns zum Christenthume bis zum Tode Barnims I. i. J. 1278. Nebst einer Höhen und Fluß-Karte von Pommern
  - 1842, vol. 3 : Vom Tode Barnims I. (1278) bis zum Auftreten der Hohenzollern in der Mark Brandenburg (1411)
  - 1843, vol. 4 – 1re partie : Vom Auftreten der Hohenzollern in der Mark Brandenburg (1411) bis zur Rückkehr Bogislavs X. vom h. Grabe (1498)
  - 1845, vol. 4 – 2e partie : Von der Rückkehr Bogislavs X. vom h. Grabe (1498) bis zum Tode des letzten Herzogs von Pommern. J. 1637
- 1844 : Geschichte der Fruchtbringenden Gesellschaft
- 1848 : Geschichtliche Persönlichkeiten in Jakob Casanova's Memoiren
- 1850-1854 : Geschichte der deutschen Städte und des deutschen Bürgerthums, 4 tomes
- 1851 : Geschichte der deutschen Hansa, 3 tomes
- 1855 : Geschichte von Soest, der Stadt der Engern